# Świnicka Koleba
Świnicka Koleba (Dziura w Gąsienicowej Turni) – jaskinia, a właściwie schronisko, w Dolinie Pięciu Stawów Polskich w Tatrach Wysokich. Wejście do niej znajduje się w południowo-wschodnim zboczu Gąsienicowej Turni, w pobliżu szczytu, powyżej Świnickiej Koleby Niżniej, na wysokości 2250 metrów n.p.m. Jaskinia jest pozioma, a jej długość wynosi 5,5 metrów.

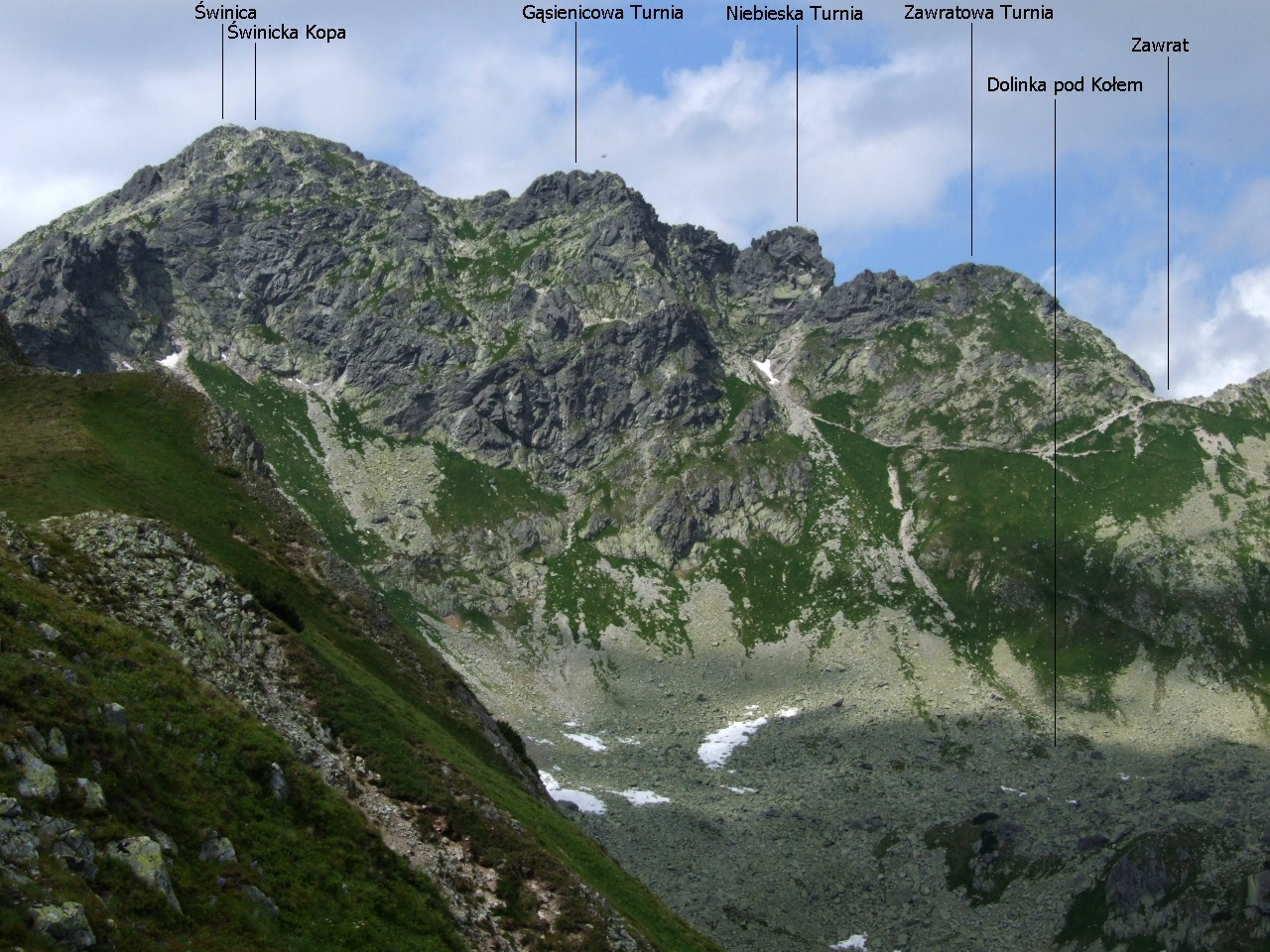
Widok z Gładkiej Przełęczy na południowo-wschodnie zbocze Gąsienicowej Turni

## Opis jaskini
Jaskinię stanowi szeroki, poziomy korytarz zaczynający się w dużym otworze wejściowym z okapem, pod koniec zwężający się do 1,2 metrów.

## Przyroda
W jaskini nie ma nacieków. Bywają w niej kozice i nietoperze. Na ścianach rosną  mchy, glony i porosty.

## Historia odkryć
Jaskinię odkryli prawdopodobnie w 1913 roku H. Kunzk, K. Młodzianowski i Mariusz Zaruski wchodząc jako pierwsi południowo-wschodnią ścianą na Gąsienicową Turnię.